# Lago di San Pietro
Il lago di San Pietro è un bacino artificiale di circa 14 milioni mc, realizzato tra gli anni 50 e 60, in cui confluiscono le acque del fiume Osento.

## Descrizione
Il Lago San Pietro è un lago di origine artificiale che si trova in Irpinia tra i comuni di Monteverde, Aquilonia e Lacedonia.
Nasce dallo sbarramento del fiume Osento affluente dell'Ofanto; è collocato un’altitudine di 460 s.l.m., ha una capacità di circa 17.100.000 m³, il Lago è un'area SIC (sito di interesse comunitario) e la sua principale e più evidente caratteristica è il colore delle acque, di un intenso e limpido verde.